# Rolandova želatinozna supstanca
Rolandova želatinozna supstanca (lat. substantia gelatinosa cornu posterioris medullae spinalis) je apikalni deo zadnjeg roga sive mase kičmene moždine sastavljen pretežno od veoma malih nervnih ćelija. Njen želatinski izgled je posledica veoma malog sadržaja mijelinskih nervnih vlakana.

## Poreklo naziva
Eponim — Rolandova želatinozna supstanca, nazvan je po Rolandu Luiđiju (ital. Luigi Rolando; 1773 — 1831) italijanskom anatomu i fiziologu,  koji je prvi opisao ovu anatomsku strukturu u kičmenoj moždini u 19. veku.

## Anatomija
Sivu masu kičmene moždine čine motorni neuroni prednjih rogova, zatim autonomni neuroni bočnih rogova, i senzitivni neuroni zanjih rogova. U sivoj masi kičmene moždine nalazi se oko 14 miliona neurona i oko 97% su interneuroni.31. Schoenen J. The dendritic organization of the human spinal cord: The dorsal horn. Neuroscience 1982a;
7:2057–87. 
Postojanje laminarne organizacije sive mase kičmene moždine je u anatomiji široko prihvaćeno. Citoarhitektonsku podelu sive mase kičmene moždine u laminarno organizovana jedra, 1952. godine, napravio je švedski anatom Bror Rexted (1914-2002). On je sivu masu podelio na deset lamina, koje je označio rimskim brojevima. Rextedova kasifikacija sive mase u jedra je veoma značajna, jer se završeci puteva u kičmenoj moždini opisuju u odnosu na lamine sive mase.
Prema navedenoj Rextedova kasifikacija, za ovu stranicu interesantna je od deset lamina samo Lamina II pa ćesamo ona biti opisana u nastavku:
Lamina II sive mase kičmene moždine — odgovara području želatinozne supstance (substantie gelatinose Rolandi). Nju formiraju interneuroni čija vlakna ulaze u sastav fasciculus-a dorsolateralis-a. Spomenuti interneuroni učestvuju u transmisiji osećajnih signala naročito za bol i temperaturu. Tačnije učestvuju u njihovoj modulaciji. U lamini II se nalaze dve vrste neurona od kojih jedni luče inhibitorni neurotransmiter GABA.

## Histologija
Nervne ćelije koje su u osnovi Rolandove želatinozne supstance raspoređene su u tri zone: 
- Zadnju ili marginalnu — sastavljenu od velikih ugaonih ili fuziformnih ćelija;
- Intermedijernu — sastavljenu od malih fuziformnih ćelija;
- Anterioru — koju čine ćelija u obliku zvezda.

Aksoni ovih ćelija prelaze na bočne i posteriorne funikule, i tamo pretpostavljaju vertikalan tok. U prednjoj zoni pronađene su i neke Golgi ćelije čije kratke aksone ramifriraju u sivoj supstanci.

## Funkcija
Želatinska supstanca je jedna od tačaka u kičmenoj moždini u kojima su neuroni prvog reda spajaju sa sinapsama spinotalamičnog trakta.
Nekoliko presinaptičnih i postsinaptičnih, μ i k opioidnih receptora za bol, nalaze se u ovim nervnim ćelijama; i oni mogu delovati kao ciljno mesto za regulaciju bolova u distalnim delovima tela.
C vlakna završavaju u ovom sloju. Prema tome, ćelijska tela pronađena u ovom regionu su deo neuronskog puta koji dovodi do osećaja sporog bola, sa nepreciznom pozicijom. Međutim, neka delta vlakna (koja nose lokalizovanu, brzu senzaciju bola) takođe imaju sinapseju želatinskoj supstanci, naročito aksonima koji prolaze kroz to područje da bi došli do samog jezgra.

## Literatura
- Hakija Bečulić, Rasim Skomorac, Aldin Jusić, Fahrudin Alić, Anes Mašović, Alma Mekić-Abazović, Osnovi kliničke anatomije centralnog nervnog sistema – Kičmena moždina (Medulla spinalis) Bilten Ljekarske komore, August 2017. broj 24.

## Spoljašnje veze
|  | Molimo Vas, obratite pažnju na važno upozorenje u vezi sa temama iz oblasti medicine (zdravlja). |